# 三友实业社

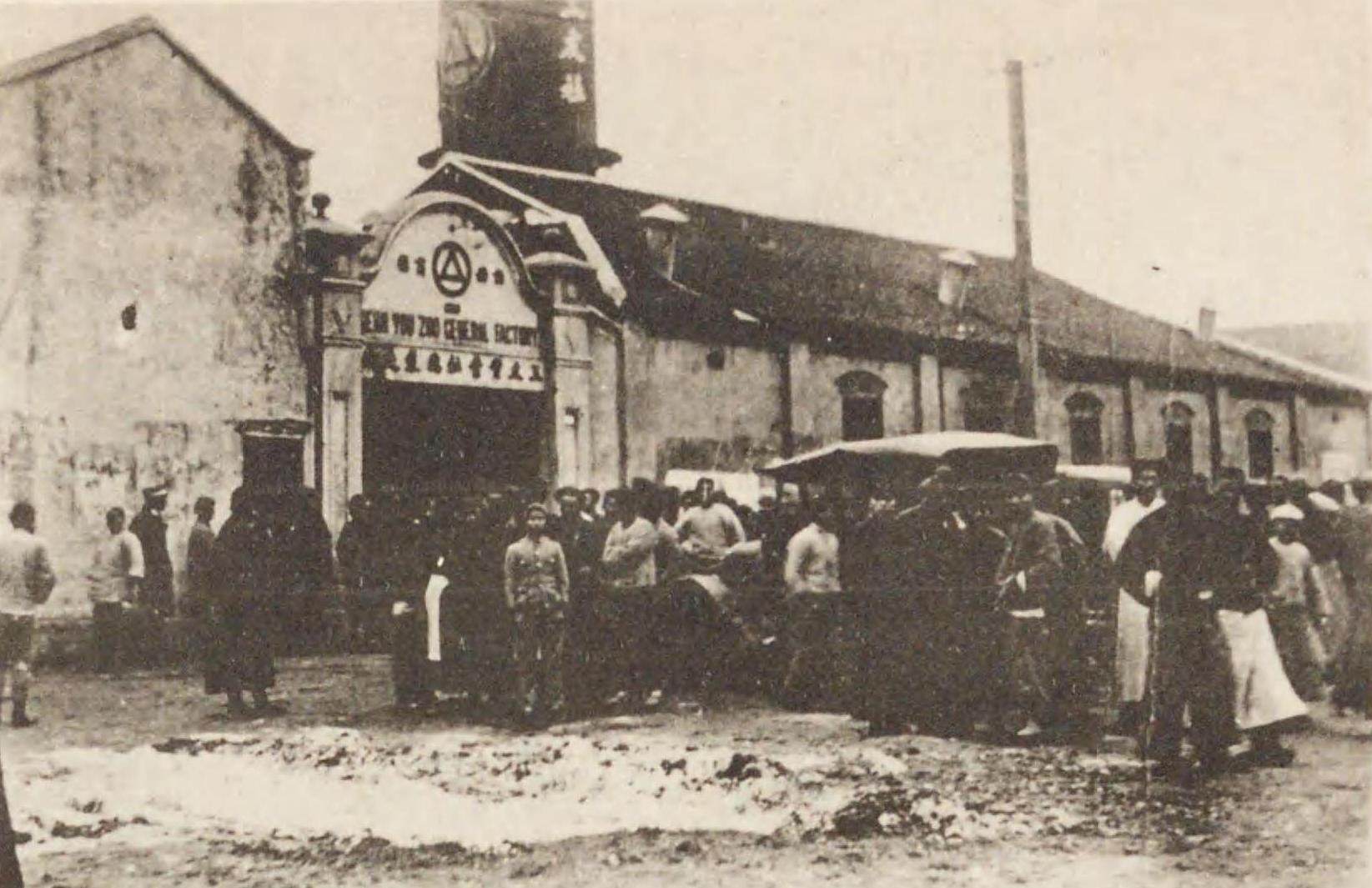
三友實業社

三友实业社是创立于20世纪上半叶上海的一个中国企业。1912年由陈万运、沈九成、沈启涌3人集资450元，在上海北四川路士庆里创办，生产金星牌蜡烛芯。1917年工厂迁至毗邻上海公共租界东区（杨树浦）的华界马玉山路，生产三角牌毛巾。

## 焚毁事件
日本海軍陸戰隊進駐上海閘北後，選中三友實業社作為挑衅目標。1932年1月18日，日本日莲宗僧人天崎启升、水上秀雄、后藤芳平、黑岩浅次郎、藤村国吉5人在三友实业社毛巾厂附近遭到殴打，造成一人死亡、一人重伤，史称“日僧事件”。日本方面指称日僧事件是三友实业社毛巾厂的工人纠察队所为。当时日本驻上海的特务机关长田中隆吉在战后审讯的时候，承认日僧事件是他和特务川岛芳子等人派打手冒充工人造成的。
1月19日，在日本驻军的支持下，几千日侨在文监师路上海日本居留民团门前举行抗议活动，要求中国政府道歉并惩办凶手、赔偿损失，要求大日本帝國政府增派军队、保护侨民、消灭抗日运动。20日凌晨2时左右，田中隆吉指使日本宪兵以及浪人团体“上海青年同志会”到三友实业社，纵火焚烧了毛巾厂的厂房6间，造成损失约1万元。在场的3名中国巡警发现火警打电话求救，遭到日本人袭击并被打伤，其中一人被刺死。一二八事变从而爆发。

## 战后历史
1954年三友实业社实行公私合营，并改名为“上海三友实业社制造厂”。1962年改为生产毛巾专业厂，1966年改名“上海毛巾十厂”，1979年又恢复“上海三友实业社毛巾厂”。